# Cantone di Saint-Junien-Est
Il Cantone di Saint-Junien-Est era una divisione amministrativa dell'arrondissement di Rochechouart.
A seguito della riforma approvata con decreto del 20 febbraio 2014, che ha avuto attuazione dopo le elezioni dipartimentali del 2015, è stato soppresso.

## Composizione
Comprendeva parte della città di Saint-Junien ed i comuni di:
- Javerdat
- Oradour-sur-Glane
- Saint-Brice-sur-Vienne
- Saint-Martin-de-Jussac
- Saint-Victurnien